# Western Grove (Arkansas)
Western Grove es un pueblo ubicado en el condado de Newton en el estado estadounidense de Arkansas. En el Censo de 2010 tenía una población de 384 habitantes y una densidad poblacional de 136,4 personas por km².

## Geografía
Western Grove se encuentra ubicado en las coordenadas 36°6′4″N 92°57′17″O / 36.10111, -92.95472. Según la Oficina del Censo de los Estados Unidos, Western Grove tiene una superficie total de 2.82 km², de la cual 2.82 km² corresponden a tierra firme y (0%) 0 km² es agua.

## Demografía
Según el censo de 2010, había 384 personas residiendo en Western Grove. La densidad de población era de 136,4 hab./km². De los 384 habitantes, Western Grove estaba compuesto por el 95.83% blancos, el 0% eran afroamericanos, el 1.04% eran amerindios, el 0% eran asiáticos, el 0% eran isleños del Pacífico, el 0% eran de otras razas y el 3.13% pertenecían a dos o más razas. Del total de la población el 2.6% eran hispanos o latinos de cualquier raza.